# Stijn Minne
Stijn Minne est un footballeur belge né le 29 juin 1978 à  Bruges (Belgique).
Formé au Club Bruges KV, il part au KSK Maldegem en 1999.
Il est défenseur au SV Zulte Waregem depuis juillet 2002 jusqu'à en juin 2012. En juin, il décide de rejoindre le club du KVC Westerlo, pour essayer de faire remonter le club en D1.

## Palmarès
- Vainqueur de la Coupe de Belgique en 2006 avec le SV Zulte Waregem